# Rita Thalmann
Rita Thalmann (Núremberg, Alemania, 23 de junio de 1926-18 de agosto de 2013) fue una historiadora francesa. Titular de una agregación y de un doctorado, se especializó en el estudio del nazismo, Holocausto y de la Segunda Guerra Mundial dando un lugar especial a la condición de la mujer.
Profesora emérita de historia y de civilización germánica en la Universidad de París VII-Diderot, Thalmann fue miembro del comité de honor de la Licra, delegada ONG (representante del B'nai B'rith) en la Unesco, así como fundadora del Centro de estudios de investigaciones internacionales y comunitarias (CERIC) y del Seminario «Sexo y Raza» en la universidad París-Diderot, y miembro del Comité nacional de reflexión y proposiciones sobre la laicidad a la escuela.

## Biografía
Rita Thalmann nació en Alemania de una familia judía practicante que tuvo que huir del país, cuando Hitler llegó al poder, para establecerse en Dijon. Thalmann vio desaparecer a sus padres bajo el régimen de Vichy: su padre, un refugiado en Grenoble, fue arrestado y deportado a Auschwitz, donde murió. Su madre murió internada en el hospital psiquiátrico Chartreuse en Dijon. Sus padres simbolizan dos de las infamias llevadas a cabo en Francia bajo la Ocupación: complicidad en la realización de la Shoah y abandono a la muerte de los que se consideraban locos. Para Rita Thalmann, se trataba de «la voluntad del gobierno de Vichy de deshacerse de cargas innecesarias», escribió en una carta.
Fue educadora en la Obra Auxiliar a la Infancia, apegada a su religión, se afilió al Partido Comunista antes de dejarlo unos años después, durante los grandes juicios en los países del Este y el caso de la conspiración de los médicos.
Habiendo reanudado sus estudios después de la guerra, pasó sus dos bachilleratos en Estrasburgo. A principios del año escolar de 1948, fue profesora en la Escuela Yabné de París y se convirtió en alumna de la Sorbonne. Certificada y luego profesora asociada, impartió docencia durante quince años en la escuela secundaria, realizando simultáneamente una tesis estatal : Protestantismo y nacionalismo en Alemania de 1900 a 1945 (Klincksieck, 1976). Fue profesora en la Universidad de Tours y luego en la Universidad de París-VII.  Escribió y editó numerosos libros, entre ellos La Nuit de cristal (1972), Être une femme sous le IIIe Reich (1982) y La Mise au pas : ideología y estrategia de seguridad en la Francia ocupada: 1940-1944 (1991), primer estudio en francés de toda la política alemana en Francia.

## Homenajes
En 2015, la ciudad de París nombró el callejón central del jardín BioPark en el XVIII distrito, en su memoria.

## Honores
- Oficial de la Legión de Honor
- Caballero de la Orden Nacional del Mérito
- Caballero de las Palmas Académicas
- Caballero de la Orden del Mérito de la República Federal de Alemania
- Premio de Investigación de la Academia de Ciencias Morales y Políticas
- Premio Bernard-Lecache 1985[4]

## Filmografía
- Rita Thalmann : hasta el final del camino, película de Denise Brial, DVD 68 min, videos feministas Atalante, 2011.